# (747) Winchester
Pour les articles homonymes, voir Winchester.
(747) Winchester est un astéroïde de la ceinture principale découvert par l'astronome américain Joel Hastings Metcalf le 7 mars 1913.
Il fut nommé en l'honneur de la ville dans laquelle il fut découvert, Winchester (Massachusetts, États-Unis).